# Idea mevaria
Idea mevaria är en fjärilsart som beskrevs av Hans Fruhstorfer 1910. Idea mevaria ingår i släktet Idea och familjen praktfjärilar. Inga underarter finns listade i Catalogue of Life.